# Colono (demo)
Colono (in greco antico: Κολωνός?, Kolōnós), spesso chiamato Colono Ippio (in greco antico: Ἱππειος?, Hippéios) per distinguerlo dalla zona di Atene chiamata Colono Agoreo (sito nell'Agorà di Atene, dove si erge tuttora il tempio dedicato ad Efesto), era un demo dell'Attica distante circa 10 stadi da Atene, in prossimità dell'Accademia di Atene di Platone e del fiume Cefiso.
Il nome di questo demo derivava da due piccoli rilievi situati un po' a nord dell'Accademia.

## Storia

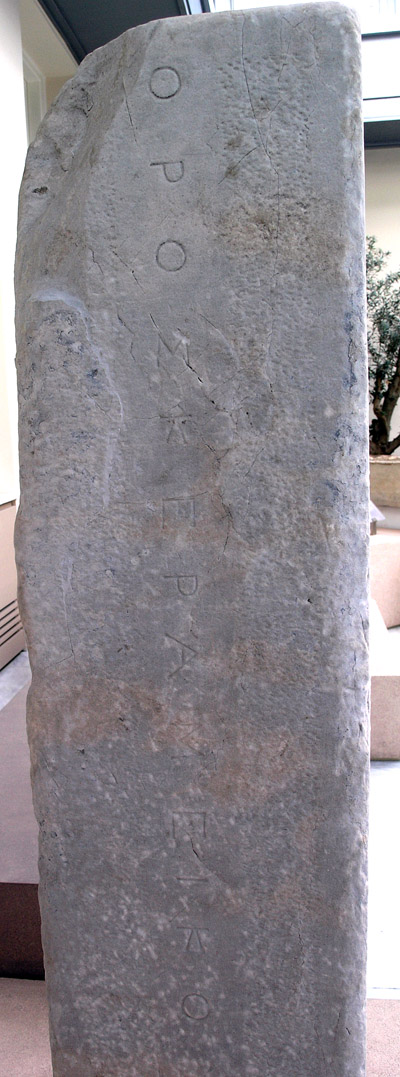
Pietra miliare che nel IV secolo a.C. segnava il confine col demo di Ceramico, scoperta fra Colono e l'Accademia.

Sofocle vi ambientò la tragedia Edipo a Colono, ispirata al mito di Edipo che qui sarebbe morto e sepolto.
Ospitava un tempio dedicato a Poseidone, dio del mare e dei cavalli, ed il bosco sacro delle Erinni, le furie della vendetta.
Oggi è un sobborgo di Atene e il suo nome locale è Kolonos; fa parte dell'area metropolitana del capoluogo.